# Bosminidae
Bosminidae es una familia de branquiópodos.

## Géneros
- Bosmina Baird, 1845
- Bosminopsis Richard, 1895
- Eubosmina Seligo, 1900